# Tomoru Honda
Tomoru Honda (Yokohama, 31 de dezembro de 2001) é um nadador japonês, medalhista olímpico.

## Carreira
Honda conquistou a prata nos Jogos Olímpicos de Verão de 2020 em Tóquio nos 200 m borboleta masculino com a marca de 1.53.73. Em 2022, obteve o bronze na mesma categoria no Campeonato Mundial de Esportes Aquáticos em Budapeste. Em 2023, alcançou novamente o terceiro lugar dessa prova no 
Mundial em Fukuoka.
Em 2024, ganhou o ouro nos 200 m borboleta no Mundial em Doha.